# Meilenstein (Seeburg Ost)

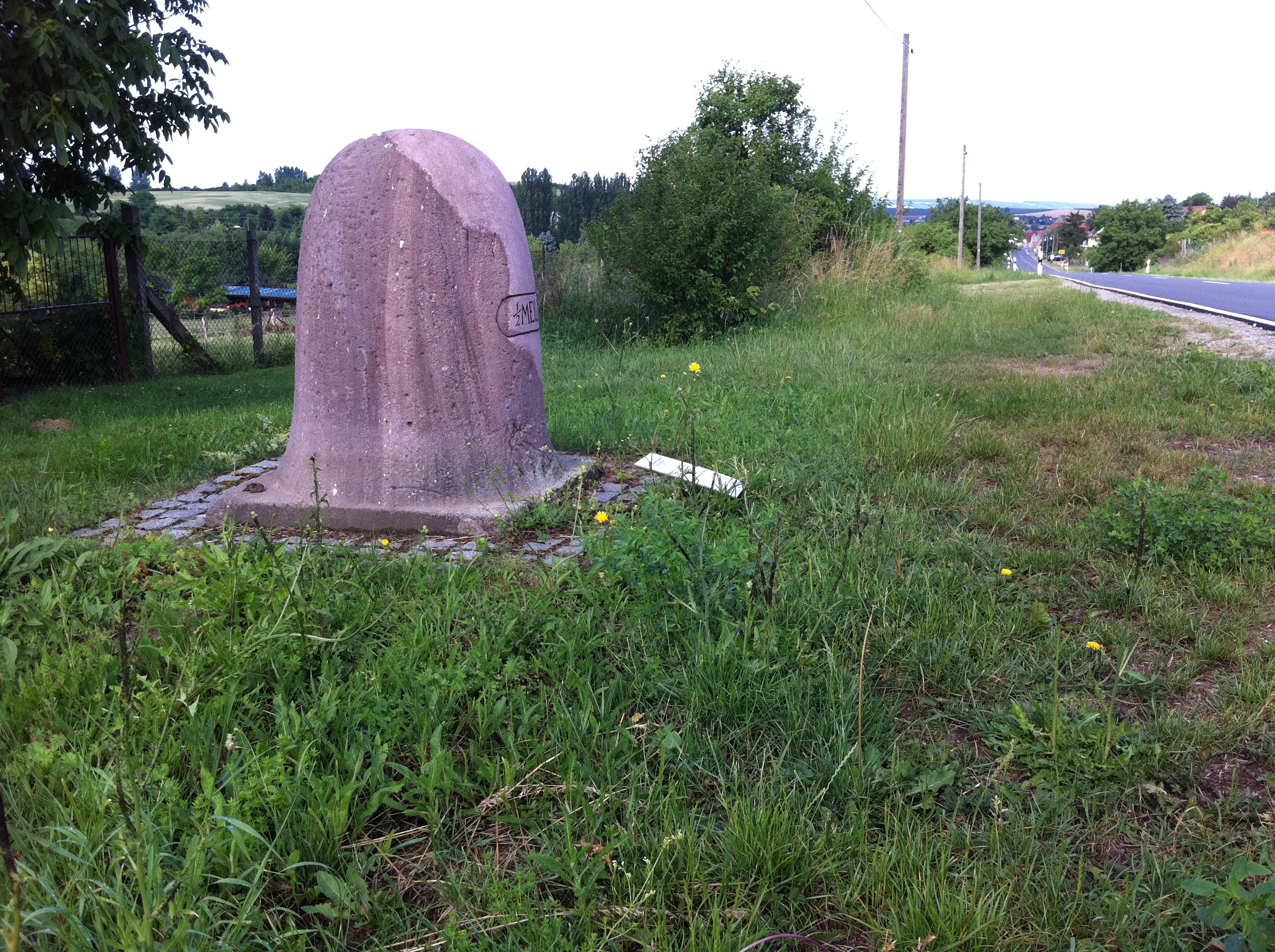
Halbmeilenstein in Seeburg

Der Meilenstein im Osten von Seeburg befindet sich in der Straße der Freundschaft in Seeburg (Gemeinde Seegebiet Mansfelder Land) im Landkreis Mansfeld-Südharz in Sachsen-Anhalt.
Sowohl östlich als auch südwestlich von Seeburg wurde ein glockenförmiger Meilenstein an der alten Führung der preußische Chaussee Berlin–Kassel errichtet. Der Stein im Osten steht vor einer Gartenanlage und trägt die Inschrift „1/2 Meile“. Es handelt sich somit um einen denkmalgeschützten Halbmeilenstein, und als solcher markiert er die Entfernung zum Dönhoffplatz in Berlin mit 24,5 Meilen, was 184,5 Kilometern entspricht.
Da der Stein im Jahr 1826 errichtet wurde, war er eingesunken, zudem hatte sich sein Zustand durch Abplatzungen zunehmend verschlechtert, so dass er im Jahr 2001 saniert werden musste. Wie alle Meilensteine zwischen Halle (Saale) und Eisleben steht er an der Südseite der Straße. Im Denkmalverzeichnis hat das Kleindenkmal die Erfassungsnummer 094 16108 und im Bodendenkmalverzeichnis hat es als Bodendenkmal die Erfassungsnummer 428300539.